# Muchacha en la ventana
Muchacha en la ventana es un famoso cuadro del artista español Salvador Dalí, pintado en 1925. Está hecho mediante la técnica del óleo sobre cartón piedra, es de estilo realista y sus medidas son 105 x 74,5 cm. Se conserva en Madrid, en el Museo Reina Sofía. 
El cuadro pertenece a la etapa formativa de Dalí, cuando el artista tenía veinte años y el surrealismo no había influido todavía de manera apreciable en su pintura.

## Descripción del cuadro.
Representa a la hermana del artista, Ana María, a la edad de diecisiete años, asomada a la ventana, de espaldas, en la casa de vacaciones que la familia poseía en Cadaqués, a la orilla del mar. Dalí realiza un trabajo de gran uniformidad cromática y sencillez en la composición, donde la muchacha nos introduce en el paisaje que ella contempla. 
Claramente, los valores cromáticos de la obra son azules, al igual que en las obras tempranas de Picasso las cuales estaban formadas solo por gamas de color azul.
La muchacha sufre algunas desproporciones notables como sus pies, los cuales son muy pequeños. La hermana de Dalí aparece en otros cuadros contemporáneos y posteriores del pintor, pues fue la modelo del pintor hasta que conoció a Gala en 1929. La pintura estuvo en la primera exposición del autor en la galería Dalmau de Barcelona, en noviembre de 1925.